# Zeugma (figura retorica)
Lo zeugma (dal greco ζεῦγμα, zeugma, «legame, unione») è una figura sintattica che prevede il collegamento di un verbo a due o più elementi della frase che invece richiederebbero ognuno rispettivamente un verbo specifico. Consiste, in altre parole, nell'uso di un termine (molto frequentemente un verbo) che governa due o più elementi semanticamente non omogenei (ciascuno dei quali dovrebbe essere retto da un termine specifico). Si tratta, quindi, di più costruzioni coordinate, messe insieme facendo un'ellissi. 
Esempi: 
- il verso dantesco Parlare e lagrimar vedrai insieme (Inferno, XXXIII 9), in cui vedrai si adatta a lagrimar ma non a parlare,
- il verso dell'Eneide amissam classem, socios a morte reduxi (Eneide, IV 375), in cui reduxi a morte regge sia amissam classem sia  socios, anche se propriamente si adatta solo a socios.